# Rivière des Hurons
Rivière des Hurons är ett vattendrag i Kanada.   Det ligger i provinsen Québec, i den sydöstra delen av landet, 190 km öster om huvudstaden Ottawa.
Omgivningarna runt Rivière des Hurons är en mosaik av jordbruksmark och naturlig växtlighet. Runt Rivière des Hurons är det ganska tätbefolkat, med 207 invånare per kvadratkilometer.